# Sphenometopa efflatouni
Sphenometopa efflatouni är en tvåvingeart som först beskrevs av Villeneuve 1933.  Sphenometopa efflatouni ingår i släktet Sphenometopa och familjen köttflugor.
Artens utbredningsområde är Egypten. Inga underarter finns listade i Catalogue of Life.